# Sidero
Sidero (stgr. Σιδηρώ) – w mitologii greckiej królowa, druga żona Salmoneusa, okrutna macocha Tyro.

## Życiorys
Pierwszą żoną Salmoneusa, króla Salmone (można też znaleźć nazwę Salmonia) w Elidzie, była Alkidike. Monarcha miał z nią córkę imieniem Tyro. Po śmierci pierwszej żony zawarł on związek małżeński z Sidero. Nie okazywała ona serca swojej pasierbicy. Wprost przeciwnie, z charakteru twarda i zgryźliwa, znęcała się nad nią. Robert Graves łączy tę nienawiść z innym mitem o Tyro. Hyginus podawał mianowicie, że Salmoneus i jego brat Syzyf darzyli się nienawiścią. Wyrocznia oznajmiła temu drugiemu, że tylko wtedy zemści się na Salmoneusie, jeśli córka tego ostatniego zajdzie z nim w ciążę. Syzyf postąpił zgodnie z radą wyroczni, a Tyro, dowiadując się, jaki los przeznaczony został jej dzieciom, popełniła dzieciobójstwo. Z tego powodu Tyro i Sidero musiały opuścić Tesalię. Jednakże poza Gravesem inni autorzy nie łączą tych mitów.
Tyro wysłano pod opiekę do stryja Kreteusa. Będąc pod jego opieką, zakochała się w rzece Enipeusie. Uczucie to wykorzystał Posejdon, przybierając postać bożka rzeki i doprowadzając dziewczynę do współżycia.
Tyro po spotkaniu z Posejdonem urodziła dwóch synów, późniejszych Neleusa i Peliasa. Wedle jednej z wersji mitu obawiała się gniewu Sidero, dlatego też porzuciła swoje dzieci. Inna mówi, że to Sidero rozkazała porzucić chłopców w dziczy. Różne są też wersje wyjaśniające, w jaki sposób przeżyli synowie Tyro. Jedna z ich opowiada, że Posejdon zesłał klacz, poświęcone mu zwierzę, aby ich wykarmiła. Przedstawia tak sprawy Sofokles w zaginionej tragedii zatytułowanej Tyro. Inna mówi, że jedno z dzieci, kopnięte w twarz przez konia, nosiło na twarzy bliznę po tym wypadku, a chłopców znaleźli i uratowali handlarze koni. Wedle jeszcze innej chłopców uratowali wieśniacy albo pasterz.
Po latach Pelias i Neleus odkryli prawdę i swe niezwykłe pochodzenie. Przybyli do Jolkos, gdzie znaleźli Tyro, dręczoną przez macochę. Widząc nieludzkie traktowanie ich matki, zemścili się na Sidero, rzucając się wręcz na nią. Sidero próbowała schronić się w świątyni Hery, przy ołtarzu bogini, gdzie według Gravesa kurczowo uczepiła się rogów ołtarza. Tam ją jednak zabili albo też dokonał tego sam Pelias, Neleus miał bowiem opory przed dokonaniem mordu w świętym miejscu. Czyn Peliasa rozgniewał boginię. Pelias następnie zajął tron Jolkos (w innej wersji dopiero po śmierci Kreteusa) i – po zesłanym przez Herę na braci konflikcie – wypędził Neleusa. Tyro natomiast poślubiła Kreteusa, któremu urodziła trzech synów: Ajsona, Feresa i Amytaona.
Graves próbuje interpretować mit o Sidero. W Tyro widzi boginię-matkę Tyryjczyków i Tyrrhenów, a może jeszcze Tyrsenów czy Tiryntian. W dręczeniu jej przez macochę Sidero upatruje krzywd, jakie rzeczonym wyrządzali Sydończycy. Porównuje zarazem relację dziewczyny i jej macochy do relacji łączącej Dirke i Antiope. Z kolei rogi ołtarza, których miała się uczepić próbująca znaleźć schronienie przed śmiercią Sidero, kojarzą mu się z posągiem bogini o cechach krowy, wyobrażającym Herę, ale też Io, Astarte, Izydę czy Hathor. Podaje też przykład rogatego ołtarza z Palestyny, którego złapał się biblijny Joab. Peliasa osadza zaś w roli najeźdźcy z Tesalii, który przekształcił kult eolskiej bogini-krowy.
| Alkidike | Alkidike | Alkidike | Alkidike | Alkidike | Alkidike |      |  |  |  |  |  | Salmoneus | Salmoneus | Salmoneus | Salmoneus | Salmoneus | Salmoneus |  |  |  |  |  |  | Sidero | Sidero | Sidero | Sidero | Sidero | Sidero |
| Alkidike | Alkidike | Alkidike | Alkidike | Alkidike | Alkidike |      |  |  |  |  |  | Salmoneus | Salmoneus | Salmoneus | Salmoneus | Salmoneus | Salmoneus |  |  |  |  |  |  | Sidero | Sidero | Sidero | Sidero | Sidero | Sidero |
|          |          |          |          |          |          |      |  |  |  |  |  |           |           |           |           |           |           |  |  |  |  |  |  |        |        |        |        |        |        |
|          |          |          |          |          |          | Tyro |  |  |  |  |  |           |           |           |           |           |           |  |  |  |  |  |  |        |        |        |        |        |        |